# Mondial du théâtre
Le Mondial du Théâtre (Festival Mondial Du Théâtre Amateur) est un festival célébrant le théâtre amateur. La dernière édition a eu lieu en 2021et la prochaine édition se déroulera en août 2025. 
Cette manifestation créée par le Studio de Monaco (cercle artistique monégasque fondé en 1939) est organisée tous les quatre ans depuis 1957. 
Depuis 1957, le Mondial du Théâtre est placé sous le Haut Patronage du Prince de Monaco et reçoit le soutien, ainsi que le concours effectif, du Gouvernement Princier de Monaco.

## Histoire du Festival
En 1957, Guy et Max Brousse, René Cellario, Jean Ratti, décident d'épauler l'Association Internationale du Théâtre Amateur, en organisant un festival international autour du théâtre. 
La première édition du Festival International du Théâtre Amateur de Monaco regroupe douze troupes venues d’Europe. Le Studio de Monaco, le Centre National Monégasque de l’AITA/IATA, organise dès lors, tous les quatre ans, en Principauté de Monaco, un festival international mais aussi le Congrès officiel de l’AITA/IATA.
Le festival accueillera de plus en plus de troupes au cours des éditions : de douze troupes participantes en 1957, vingt dans les années 70, il compte aujourd’hui et ceux depuis 1997, vingt-quatre troupes, issues de 5 continents. 
Cette année-là, le Festival prend son titre définitif de « Mondial du Théâtre ». Durant ces années, le Mondial du Théâtre a élargi ses activités : des Colloques et des Ateliers ont vu le jour.

## Déroulement

### Ateliers
Lors du festival, des Ateliers sont organisés afin de délivrer aux amateurs un enseignement thématique spécifique. Chaque Atelier est indépendant des autres afin de permettre à une grande partie de  festivaliers et du public d’y prendre part.

### Colloques
Les Colloques mettent en présence les festivaliers et les 3 troupes qui ont présenté leur spectacle la veille au soir. Ces réunions ont pour but d’échanger sur la manière de travailler des groupes, et sur les pratiques du Théâtre Amateur en vigueur dans leur pays.

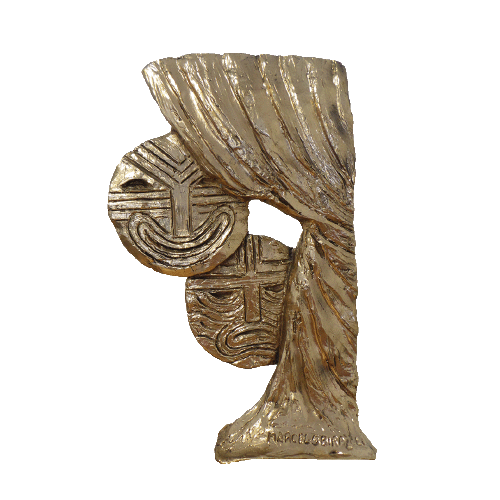
Trophée "Hommage" distribué aux troupes

### Hommage du Festival
Les spectacles de chaque pays sont joués deux fois sur l’ensemble du festival, sur deux jours consécutifs. À la sortie de leur première, chaque compagnie se voit recevoir l’Hommage du Festival, spécialement réalisé par le sculpteur monégasque Marcel Sbirazzoli. Cette tradition fut instaurée en 1985.
Le Trophée est distribué à tous, selon le crédo du festival qui est basée sur une base d'amitié et d'impartialité.

## Les lieux
Les représentations se déroulent dans certains des plus beaux théâtres de la Principauté de Monaco :
1. La Salle Garnier - (Opéra de Monte-Carlo)
2. Le Théâtre Princesse Grace[8]
3. Le Théâtre des Variétés[9]

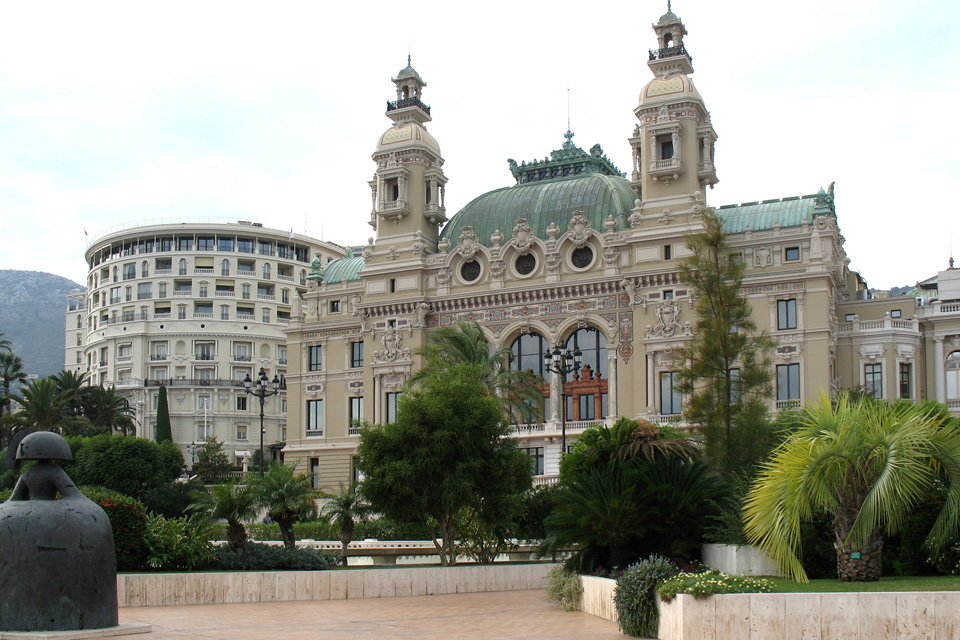
Opéra de Monte-Carlo
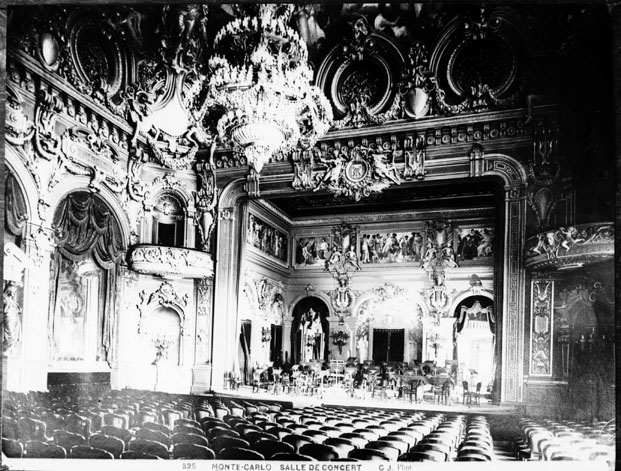
Salle Garnier Opéra de Monte-Carlo

## Aspects économiques
Le Mondial du Théâtre est pour sa plus grande partie subventionné par des entités publiques. La particularité de l'événement est qu'il est massivement financé par la Principauté de Monaco pour environ la moitié de ses subventions.

### Ressources propres: produits dérivés
Étant subventionné en grande partie par des entités publiques et le système de billetterie payant étant inexistant, le Mondial du Théâtre obtient des ressources propres à travers la vente de produits dérivés[réf. incomplète] de Monaco.

### Retombées économiques et impacts indirects

#### Emplois et système de bénévolat
Le Mondial du Théâtre fonctionne depuis sa création sur une base de bénévolat et de gratuité. Les postes sont répartis au travers de chefs de sections nommés pour l'événement.

#### Conditions de venue des artistes
L’hébergement des artistes est depuis 1957 à la charge du festival.

#### L'hébergement des spectateurs
Le Mondial du Théâtre prévoit aussi l’hébergement pour les visiteurs, à leur charge.